# MUSIC BOX (アルバム)
『MUSIC BOX』（ミュージック・ボックス）は、麻波25の4枚目のアルバムである。
シングル「A HAPPY DAY」と同時発売。

## 概要
- シングル曲4曲を含む全15曲収録。
- ラテン・テイスト、レゲエ、ダンスホール、R&B、ヘヴィー・ロックなど多彩な音楽性の楽曲を収録しており、「映画のサントラになっても、いろんな場面に対応できる曲があると思う。」とメンバーのPASSERは語っている。多彩な楽曲があるが、全楽曲の共通点としてPASSERは「フックのキャッチーさと気持ちよさ」を挙げている。リリックに関してはメンバーのHUNTERがどの曲もテーマが明快だったと述べている[1]。

## 収録曲
1. INTRO [1:47]
2. GOLD BLEND [2:40]
3. SONS OF THE SUN [4:34]
完成するまでに何回も曲を書き直したとPASSERは語っており、SONS OF THE SUNで掴んだフックをこのアルバム全部に入れたという。SONS OF THE SUNで苦労をした分、そこからはサラッと出来上がったという[1]。
4. A HAPPY DAY [4:19]
5. 琴ばうんす [3:20]
6. ASIAN SOUND CREW [4:23]
7. UP VIBES DOWN STAIRS feat. RUDE BOY FACE [3:52]
8. M1GP [4:23]
9. TREASURE OF LIFE feat. KENNY PRIEST [5:04]
10. GET YOUR TOMORROW [3:45]
11. WAVE ON RHYTHM [4:26]
12. 黄金のカルテット feat. SOUL SCREAM [3:55]
13. 2MC+DBG [4:18]
14. いつかの浜辺で [5:21]
15. ミドリノホシ feat. MIE [4:41]